# Gira 100 años contigo
Gira 100 años contigo es la sexta gira realizada por el dúo estadounidense Ha*Ash, realizada para la promocionar su quinto álbum de estudio 30 de febrero (2017). Inició oficialmente el 2 de marzo de 2018 en Tapachula, México y finalizaría en febrero de 2020, sin embargo, debido a la pandemia COVID y el embarazo de Hanna el dúo se dio un descanso musical durante el 2020 y retomó la gira durante el 2021 y 2022 finalizando el 1 de septiembre de 2022 en Oaxaca (México), alcanzando los 132 espectáculos en total. 
El 6 de diciembre de 2019, se estrenó Ha*Ash: En vivo, un CD/DVD filmado en el Auditorio Nacional de México, durante el concierto realizado el 11 de noviembre de 2018.

## Antecedentes y desarrollo
Esta gira es la continuación de Primera Fila Hecho Realidad Tour llevado a cabo durante tres años con alrededor de 200 conciertos. Previamente al comienzo de la gira, el dúo confirmó tres presentaciones México y Chile como antesalas del anuncio de las primeras fechas de la nueva gira titulada. A fines del 2017, Ha*Ash anunció las fechas de la nueva gira titulada Gira 100 años contigo para la promoción del disco 30 de febrero, la cual contaría inicialmente con cincuenta y nueve presentaciones y terminaría el 23 de septiembre de 2018, con cuatro conciertos en España. Debido a la buena recepción por parte de sus seguidores, las cantantes han ido anunciado de manera esporádica más fechas para los últimos meses del 2018, y nuevas fechas para el año 2019 y 2020. Las últimas presentaciones de la gira fueron espectáculos realizados en Acapulco, Monclova, Oaxaca como previa de la siguiente gira mi salida contigo para la promoción de su material de estudio Haashtag (2022).
El repertorio original de la gira está conformado por alrededor de veintidós canciones; presentando temas de todos sus discos; seis pistas fueron extraídas de 30 de febrero (2017); «100 años», «No pasa nada», «Eso no va a suceder», «¿Qué me faltó?», «Ojalá» y «30 de febrero», además de interpretar en algunos conciertos la canción «Paleta» del mismo álbum. Asimismo se incluye «Perdón, perdón», «Lo aprendí de ti», «Ex de verdad», «Sé que te vas», «Dos copas de más» y «No te quiero nada» los seis sencillos de su álbum Primera fila: Hecho Realidad (2014), y los temas «Te dejo en libertad», «Todo no fue suficiente» y «¿De dónde sacas eso?» de su cuarto álbum A Tiempo (2011), entre otros.

## Emisiones y grabaciones

### Vídeo
El 11 de noviembre de 2018, se grabó un CD/DVD durante el cuarto concierto realizado en el Auditorio Nacional de México de la gira titulado Ha*Ash: En vivo. Dicho espectáculo, contó con la participación de Prince Royce, Melendi y Miguel Bosé y se lanzó el 6 de diciembre de 2019.

### Otras emisiones
El 24 de febrero de 2018, Ha*Ash participó como artista principal del Festival de Viña del Mar; transmitido en vivo por televisión abierta y servicios en línea. El 12 de febrero el dúo fue parte del Festival Villa María en Argentina siendo transmitido a través del sitio web oficial del evento.
Durante gran parte de los conciertos fueron grabados estratos que forman parte del vídeo oficial de «¿Qué me faltó?» cuarto sencillo del álbum 30 de febrero. Dentro de los recuerdos, están sus conciertos en el Auditorio Nacional y el Auditorio Citibanamex de México, su paso por España, y uno que otro recuerdo de sus conciertos en Sudamérica, como su colaboración con Melendi en el Luna Park de Argentina, y el dueto con Prince Royce durante la presentación en el Festival de Viña del Mar en Chile.
El 22 de enero de 2022 el dúo se presentó en el Festival de Las Condes, también en Chile, el cual se transmitió en televisión abierta por Canal 13.

## Recepción
El 24 de febrero de 2018 el dúo se presentó en el festival de Viña del Mar en una Quinta Vergara repleta de globos blancos por partes de sus seguidores, y pasó posteriormente por México, Panamá, El Salvador, Guatemala, Costa Rica, USA, Argentina, Chile, Uruguay, Ecuador, Perú, Colombia y España, colgando en la mayoría de los shows carteles de entradas agotadas, presentándose en los más grandes auditorios, arenas y estadio, como los numerosos shows agotados en el Auditoria Nacional de México, el Estadio Luna Park de Argentina, el Arena Movistar en Chile, el Coliseo de Puerto Rico, entre otros.
La primera etapa de fechas oficialmente anunciadas a través de sus redes sociales terminó en España, con 4 shows en 4 días, todos sold-out (Madrid, Barcelona, Sevilla y Valencia). Logrando solo en México 6 Auditorio Nacional en la Ciudad de México, 4 Auditorio Banamex en Monterrey, un Auditorio "Benito Juárez" (abarrotado con más de 30.000 personas entre la gente dentro del recinto y fuera de él),  y 2 Auditorio Telmex en Guadalajara, todos con llenos absolutos. El día 30 de mayo de 2019, el dúo se presentó en el palenque de la Expo Feria Guadalupe en Monterrey, logrando un récord de presentaciones por parte de las hermanas en dicha ciudad durante una misma gira, completando en total 5 conciertos con llenos totales (4 en el Auditorio Citibanamex y uno en el Domo Care).

## Incidente
El día 3 de abril de 2018 cuando comenzaban la primera parte de su gira por Estados Unidos, las cantantes debían realizar una breve sesión acústica durante la mañana en las oficinas de YouTube en California, sin embargo, debido a un accidente de Ashley en México, la intérprete tuvo que ir al hospital y no alcanzó a llegar al vuelo que la llevaba al país. Tras este hecho, las hermanas tuvieron que posponer dicho evento, salvándose del tiroteo que ocurrió ese día en el mismo lugar en que ellas debían cantar, «las cosas pasan por algo, ayer nos tocaba estar en esas instalaciones, estábamos muy preocupadas porque no íbamos a poder llegar y al final agradecimos no haber llegado» declaró Hanna sobre el incidente.

## Artistas invitados

### Invitados sorpresa
- Prince Royce – 24 de febrero de 2018 y 11 de noviembre de 2018: «100 años».[34]
- Melendi – 2 de junio de 2018; 3 de junio de 2018 y 11 de noviembre de 2018: «Destino o casualidad».[35]
- Miguel Bosé – 11 de noviembre de 2018: «Si tu no vuelves».[12]
- María José – 1 y 2 de febrero de 2019: «Rosas en mi almohada»;[36] 23 de julio de 2022[n. 2]: «Te dejo en libertad» y «Rosas en mi almohada».[38]
- Soledad Pastorutti – 12 de febrero de 2019: «Te dejo en libertad».[39]
- Jesse & Joy[n. 1] – 24 de agosto de 2019: «La de la mala suerte».[40]
- Francisca Valenzuela – 22 de enero de 2022: «Te dejo en libertad».[41]

### Teloneros
- Raquel Sofía – 14 de marzo de 2018, 15 de marzo de 2018 y 20 de abril de 2018.[42]
- Forer – 1 de junio de 2018.[43]
- Bridget González – 23 de octubre de 2018.
- Techy Fatule – 27 de octubre de 2018.[44]
- Félix y Gil  – 11 de noviembre de 2018.[45]
- Carolina Ross  – 19 de noviembre de 2018.[46]
- Arcano  – 14 de diciembre de 2018.[47]
- Coastcity – 1 y 2 de febrero de 2019.[48]
- Chucho Rivas – 4 y 5 de abril de 2019.[49][50]
- Sergio Vivar  – 24 de agosto de 2019.

## Repertorio
Canciones presentadas
1. «Estés donde estés»
2. «¿De dónde sacas eso?»
3. «Amor a medias»
4. «Ojalá»
5. «Sé que te vas»
6. «Todo no fue suficiente» / «¿Qué me faltó?» / «Destino o casualidad»
7. «Tú y yo volvemos al amor» (algunos conciertos)
8. «Paleta» (algunos conciertos)
9. «Dos copas de más»
10. «Eso no va a suceder»
11. «¿Qué hago yo?»
12. «Me entrego a ti» (algunos conciertos)
13. «No pasa nada»
14. «Adiós amor» (en México y Estados Unidos)
15. «Te dejo en libertad»
16. «Ex de verdad»
17. «100 años»
18. «Lo aprendí de ti»
19. «Odio amarte» (algunos conciertos)
20. «No te quiero nada»
21. «Perdón, perdón»
22. «30 de febrero»

Setlist por fechas
| Setlist 1 - Hasta marzo de 2018 |
| --- |
| 1. «Estés donde estés» 2. «¿De dónde sacas eso?» 3. «Amor a medias » 4. «Ojalá» 5. «Se que te vas» 6. «Todo no fue suficiente» (versión corta) 7. «¿Qué me faltó?» (versión corta) 8. «Destino o casualidad» (versión corta) 9. «Tu y yo volvemos al amor» 10. «Paleta» (Algunos conciertos) 11. «Dos copas de más» 12. «Eso no va a suceder» 13. «¿Qué hago yo?» 14. «Me entrego a ti» 15. «No pasa nada» 16. «Te dejo en libertad» 17. «Ex de verdad» 18. «100 años» 19. «Lo aprendí de ti» 20. «Odio amarte» 21. «No te quiero nada» 22. «Perdón, perdón» 23. «30 de febrero» |

| Setlist 2 - Hasta octubre de 2018 |
| --- |
| 1. «Estés donde estés» 2. «¿De dónde sacas eso?» 3. «Amor a medias » 4. «Ojalá» 5. «Se que te vas» 6. «Todo no fue suficiente» (versión corta) 7. «¿Qué me faltó?» (versión corta) 8. «Destino o casualidad» (versión corta) 9. «Dos copas de más» 10. «Eso no va a suceder» 11. «¿Qué hago yo?» 12. «Me entrego a ti» 13. «No pasa nada» 14. «Te dejo en libertad» 15. «Ex de verdad» 16. «100 años» 17. «Lo aprendí de ti» 18. «Odio amarte» 19. «No te quiero nada» 20. «Perdón, perdón» 21. «30 de febrero» |

| Setlist 3 - Desde noviembre de 2018 |
| --- |
| 1. «Estés donde estés» 2. «¿De dónde sacas eso?» 3. «Amor a medias» 4. «Ojalá» 5. «Se que te vas» 6. «Todo no fue suficiente» (versión corta) 7. «¿Qué me faltó?» (versión completa) 8. «Destino o casualidad» (versión corta) 9. «Dos copas de más» 10. «Eso no va a suceder» 11. «¿Qué hago yo?» 12. «Me entrego a ti» 13. «No pasa nada» 14. «Adiós amor» (solo en México) 15. «Te dejo en libertad» 16. «Ex de verdad» 17. «100 años» 18. «Lo aprendí de ti» 19. «Odio amarte» (algunos conciertos) 20. «No te quiero nada» 21. «Perdón, perdón» 22. «30 de febrero» |

Setlist especiales
| Festival Viña del Mar (Chile, 24 de febrero de 2018) |
| --- |
| 1. «Soy mujer» 2. «¿De dónde sacas eso?» 3. «Dos copas de más» 4. «Lo aprendí de ti» 5. «Me entrego a ti» 6. «Tú y yo volvemos al amor» 7. «Ex de verdad» 8. «¿Qué hago yo?» 9. «100 años» junto a Prince Royce 10. «Te dejo en libertad» 11. «No te quiero nada» 12. «Odio amarte» 13. «Perdón, perdón» 14. «Estés donde estés» |

| Festival Villa María (Argentina; 12 de febrero de 2019) |
| --- |
| 1. «Estés donde estés» 2. «Ojalá» 3. «¿Qué me faltó?» 4. «Destino o casualidad» (versión corta) 5. «Dos copas de más» 6. «Eso no va a suceder» 7. «¿Qué hago yo?» 8. «No pasa nada» 9. «Te dejo en libertad» ft Soledad Pastorutti 10. «Lo aprendí de ti» 11. «No te quiero nada» 12. «Perdón, Perdón» 13. «30 de febrero» |

| Festival de las Condes (Chile; 22 de enero de 2022) |
| --- |
| 1. «Estés donde estés» 2. «Ojalá» 3. «Sé que te vas» 4. «Dos copas de más» 5. «¿Qué hago yo?» 6. «Te dejo en libertad» ft Francisca Valenzuela 7. «Ex de verdad» 8. «100 años» 9. «Lo aprendí de ti» 10. «No te quiero nada» 11. «Perdón, Perdón» |

Notas:
- Durante los concierto en el Auditorio Nacional el 23 de mayo de 2018, en el Fórum de Mundo Imperial el 31 de marzo de  2018, en la Plaza de toros el 19 de abril de 2018, en el Auditorio Banamex el 18 de mayo de 2018, en el The Rialto Theatre de Tucson el 12 de abril de 2018 y en The Plaza Theatre de El paso el 10 de mayo de 2018, Ha*Ash interpretó «Paleta».
- Durante los conciertos en el Anfiteatro del parque de la Exposición de Perú el 13 de junio de 2018, en el Teatro Metropolitano de Medellín el 16 de junio de 2018 y la Sala Custom de Sevilla el 23 de septiembre de 2018, Ha*Ash interpretó una versión a cappella de «Paleta».

## Fechas

### Fechas propias
Las fechas presentadas a continuación corresponden solo a las fechas pertenecientes a su Gira 100 años Contigo, donde presenten la mayoría de su repertorio. 
| N.º               | Fecha                    | Ciudad            | País                 | Lugar                                  | Detalle    |
| ----------------- | ------------------------ | ----------------- | -------------------- | -------------------------------------- | ---------- |
| América del Norte |                          |                   |                      |                                        |            |
| 1                 | 3 de febrero de 2018     | Campeche          | México               | Teatro del pueblo                      | (Sold Out) |
| 2                 | 4 de febrero de 2018     | Jalostotitlán     | México               | Plaza de Toros                         | (Sold Out) |
| 3                 | 10 de febrero de 2018    | Playa del carmen  | México               | Plaza 28 de julio                      | (Sold Out) |
| América del Sur   |                          |                   |                      |                                        |            |
| 4                 | 24 de febrero de 2018    | Viña del Mar      | Chile                | Anfiteatro de la Quinta Vergara        | (Sold Out) |
| América del Norte |                          |                   |                      |                                        |            |
| 5                 | 2 de marzo de 2018       | Tapachula         | México               | Palenque Tapachula                     | (Sold Out) |
| 6                 | 8 de marzo de 2018       | Mérida            | México               | Coliseo Yucatán                        | –          |
| 7                 | 14 de marzo de 2018      | Ciudad de México  | México               | Auditorio Nacional                     | (Sold Out) |
| 8                 | 15 de marzo de 2018      | Ciudad de México  | México               | Auditorio Nacional                     | (Sold Out) |
| América Central   |                          |                   |                      |                                        |            |
| 9                 | 21 de marzo de 2018      | Ciudad de Panamá  | Panamá               | Convenciones Amador                    | (Sold Out) |
| 10                | 23 de marzo de 2018      | San Salvador      | El Salvador          | Anfiteatro Cifco                       | (Sold Out) |
| 11                | 24 de marzo de 2018      | Guatemala         | Guatemala            | Forum Majadas                          | (Sold Out) |
| 12                | 25 de marzo de 2018      | San José          | Costa Rica           | Parque Viva                            | (Sold Out) |
| América del Norte |                          |                   |                      |                                        |            |
| 13                | 31 de marzo de 2018      | Acapulco          | México               | Forum Mundo Imperial                   | –          |
| 14                | 3 de abril de 2018       | San Francisco     | Estados Unidos       | The Fillmore                           | (Sold Out) |
| 15                | 4 de abril de 2018       | Fresno            | Estados Unidos       | Warnors Center                         | –          |
| 16                | 5 de abril de 2018       | Sacramento        | Estados Unidos       | Ace of Spades                          | (Sold Out) |
| 17                | 7 de abril de 2018       | Las Vegas         | Estados Unidos       | House Of Blues                         | –          |
| 18                | 8 de abril de 2018       | Anaheim           | Estados Unidos       | House Of Blues                         | –          |
| 19                | 10 de abril de 2018      | Riverside         | Estados Unidos       | Riverside Municipal Auditorium         | –          |
| 20                | 12 de abril de 2018      | Los Ángeles       | Estados Unidos       | The Wiltern                            | –          |
| 21                | 14 de abril de 2018      | Tucson            | Estados Unidos       | The Rialto Theatre                     | (Sold Out) |
| 22                | 15 de abril de 2018      | Phoenix           | Estados Unidos       | Comerica Theatre                       | (Sold Out) |
| 23                | 19 de abril de 2018      | Aguascalientes    | México               | Plaza de Toros Aguascalientes          | –          |
| 24                | 20 de abril de 2018      | Guadalajara       | México               | Auditorio Telmex                       | (Sold Out) |
| 25                | 21 de abril de 2018      | Morelia           | México               | Plaza de Toros Morelia                 | –          |
| 26                | 27 de abril de 2018      | Querétaro         | México               | Auditorio Josefa Ortiz                 | –          |
| 27                | 28 de abril de 2018      | Puebla            | México               | Acrópolis Puebla                       | –          |
| 28                | 3 de mayo de 2018        | Dallas            | Estados Unidos       | Majestic Theatre                       | (Sold Out) |
| 29                | 4 de mayo de 2018        | Mcallen           | Estados Unidos       | State Farm Hidalgo Arena               | (Sold Out) |
| 30                | 5 de mayo de 2018        | Laredo            | Estados Unidos       | Energy Arena                           | –          |
| 31                | 10 de mayo de 2018       | El Paso           | Estados Unidos       | The Plaza Theatre                      | –          |
| 32                | 11 de mayo de 2018       | Houston           | Estados Unidos       | Revention Music Center                 | –          |
| 33                | 12 de mayo de 2018       | San Antonio       | Estados Unidos       | The Aztec Theatre                      | (Sold Out) |
| 34                | 15 de mayo de 2018       | Hermosillo        | México               | Palenque Expogan                       | –          |
| 35                | 17 de mayo de 2018       | San Luis Potosí   | México               | El Domo                                | –          |
| 36                | 18 de mayo de 2018       | Monterrey         | México               | Auditorio Citibanamex                  | (Sold Out) |
| 37                | 19 de mayo de 2018       | Monterrey         | México               | Auditorio Citibanamex                  | (Sold Out) |
| 38                | 23 de mayo de 2018       | Ciudad de México  | México               | Auditorio Nacional                     | (Sold Out) |
| América del Sur   |                          |                   |                      |                                        |            |
| 39                | 26 de mayo de 2018       | Rosario           | Argentina            | Teatro Broadway                        | (Sold Out) |
| 40                | 27 de mayo de 2018       | Córdoba           | Argentina            | Quality Espacio                        | (Sold Out) |
| 41                | 29 de mayo de 2018       | Tucumán           | Argentina            | Teatro Municipal Tucumán               | (Sold Out) |
| 42                | 30 de mayo de 2018       | Salta             | Argentina            | Teatro Provincial de Salta             | (Sold Out) |
| 43                | 1 de junio de 2018       | Montevideo        | Uruguay              | Palacio Peñarol                        | (Sold Out) |
| 44                | 2 de junio de 2018       | Buenos Aires      | Argentina            | Luna Park                              | (Sold Out) |
| 45                | 3 de junio de 2018       | Santiago          | Chile                | Movistar Arena                         | (Sold Out) |
| 46                | 8 de junio de 2018       | Quito             | Ecuador              | Ágora de la Casa                       | (Sold Out) |
| 47                | 9 de junio de 2018       | Guayaquil         | Ecuador              | Coliseo Voltaire Paladines Polo        | –          |
| 48                | 12 de junio de 2018      | Lima              | Perú                 | Anfiteatro del parque de la Exposición | –          |
| 49                | 13 de junio de 2018      | Lima              | Perú                 | Anfiteatro del parque de la Exposición | (Sold Out) |
| 50                | 14 de junio de 2018      | Bogotá            | Colombia             | Royal Center                           | (Sold Out) |
| 51                | 16 de junio de 2018      | Medellín          | Colombia             | Teatro Metropolitano                   | (Sold Out) |
| América del Norte |                          |                   |                      |                                        |            |
| 52                | 23 de junio de 2018      | Toluca            | México               | Teatro Morelos                         | (Sold Out) |
| 53                | 29 de junio de 2018      | Cancún            | México               | Plaza de Toros                         | (Sold Out) |
| 54                | 6 de julio de 2018       | Mexicali          | México               | Plaza de Toros Calafia                 | –          |
| 55                | 7 de julio de 2018       | Tijuana           | México               | El Trompo                              | (Sold Out) |
| 56                | 4 de agosto de 2018      | Mazatlán          | México               | Mazatlán International Center          | (Sold Out) |
| América del Sur   |                          |                   |                      |                                        |            |
| 57                | 7 de agosto de 2018      | Shushufindi       | Ecuador              | Explanada Unidad Nacional              | (Sold Out) |
| América del Norte |                          |                   |                      |                                        |            |
| 58                | 23 de agosto de 2018     | San Juan          | Puerto Rico          | Coliseo Puerto Rico                    | (Sold Out) |
| 59                | 15 de septiembre de 2018 | Colima            | México               | Jardín Libertad de la capital          | (Sold Out) |
| Europa            |                          |                   |                      |                                        |            |
| 60                | 20 de septiembre de 2018 | Madrid            | España               | La Riviera                             | (Sold Out) |
| 61                | 21 de septiembre de 2018 | Barcelona         | España               | Sala Razzmatazz 1                      | (Sold Out) |
| 62                | 22 de septiembre de 2018 | Valencia          | España               | Sala Moon                              |            |
| 63                | 23 de septiembre de 2018 | Sevilla           | España               | Sala Custom                            | (Sold Out) |
| América del Norte |                          |                   |                      |                                        |            |
| 64                | 6 de octubre de 2018     | Villahermosa      | México               | Palenque del Parque Tabasco            | –          |
| 65                | 10 de octubre de 2018    | Chicago           | Estados Unidos       | Joes Live                              | (Sold Out) |
| 66                | 13 de octubre de 2018    | New York          | Estados Unidos       | Irving Plaza                           | (Sold Out) |
| 67                | 15 de octubre de 2018    | Atlanta           | Estados Unidos       | The Buckhead                           | (Sold Out) |
| 68                | 18 de octubre de 2018    | Orlando           | Estados Unidos       | House of Blues                         | (Sold Out) |
| 69                | 21 de octubre de 2018    | Miami             | Estados Unidos       | The Filmore                            | –          |
| 70                | 23 de octubre de 2018    | Guadalajara       | México               | Auditorio Benito Juárez                | (Sold Out) |
| América Central   |                          |                   |                      |                                        |            |
| 71                | 27 de octubre de 2018    | Santo Domingo     | República Dominicana | Palacio de los Deportes                | –          |
| América del Norte |                          |                   |                      |                                        |            |
| 72                | 3 de noviembre de 2018   | Ciudad Victoria   | México               | Teatro del Pueblo                      | (Sold Out) |
| 73                | 7 de noviembre de 2018   | Tlaxcala          | México               | Tlaxcala Feria 2018                    | (Sold Out) |
| 74                | 11 de noviembre de 2018  | Ciudad de México  | México               | Auditorio Nacional                     | (Sold Out) |
| 75                | 19 de noviembre de 2018  | Culiacán          | México               | Palenque de Culiacán                   | (Sold Out) |
| 76                | 23 de noviembre de 2018  | Monterrey         | México               | Auditorio Citibanamex                  | (Sold Out) |
| 77                | 24 de noviembre de 2018  | Xmatkuil          | México               | Centro de espectáculos                 | (Sold Out) |
| 78                | 30 de noviembre de 2018  | Puerto Escondido  | México               | Playa Zicatela                         | Ninguno    |
| 79                | 7 de diciembre de 2018   | Torreón           | México               | Coliseo Centenario de Torreón          | (Sold Out) |
| 80                | 8 de diciembre de 2018   | Saltillo          | México               | Auditorio Parque las maravillas        | –          |
| 81                | 12 de diciembre de 2018  | Tuxtla Gutiérrez  | México               | Palenque de Gallos                     | –          |
| 82                | 14 de diciembre de 2018  | Tepic             | México               | Auditorio Amado Nervo                  | –          |
| 83                | 22 de enero de 2019      | León              | México               | Palenque de la Feria de León           | (Sold Out) |
| 84                | 1 de febrero de 2019     | Ciudad de México  | México               | Auditorio Nacional                     | (Sold Out) |
| 85                | 2 de febrero de 2019     | Ciudad de México  | México               | Auditorio Nacional                     | (Sold Out) |
| América del Sur   |                          |                   |                      |                                        |            |
| 86                | 12 de febrero de 2019    | Córdoba           | Argentina            | Anfiteatro Centenario de Villa María   | (Sold Out) |
| 87                | 14 de febrero de 2019    | Lima              | Perú                 | Jockey Club                            | (Sold Out) |
| 88                | 15 de febrero de 2019    | Rancagua          | Chile                | Gran Arena Monticello                  | (Sold Out) |
| América del Norte |                          |                   |                      |                                        |            |
| 89                | 22 de febrero de 2019    | Tampico           | México               | Centro de convenciones                 | (Sold Out) |
| 90                | 16 de marzo de 2019      | CD Júarez         | México               | Estadio Canales Lira                   | –          |
| 91                | 24 de marzo de 2019      | San Juan          | Puerto Rico          | Coliseo Puerto Rico                    | –          |
| 92                | 4 de abril de 2019       | Guadalajara       | México               | Auditorio Telmex                       | (Sold Out) |
| 93                | 5 de abril de 2019       | Monterrey         | México               | Auditorio Citibanamex                  | (Sold Out) |
| 94                | 7 de abril de 2019       | Texcoco           | México               | Teatro del pueblo                      | –          |
| 95                | 12 de abril de 2019      | Puebla            | México               | Palenque de la Feria de Puebla         | (Sold Out) |
| 96                | 30 de mayo de 2019       | Monterrey         | México               | Domo Care                              | (Sold Out) |
| 97                | 24 de julio de 2019      | Ciudad de Durango | México               | Palenque Expoferia Gómez Palacio       | (Sold Out) |
| América del Sur   |                          |                   |                      |                                        |            |
| 98                | 24 de agosto de 2019     | Guayaquil         | Ecuador              | Coliseo Voltaire Paladines Polo        | (Sold Out) |
| América del Norte |                          |                   |                      |                                        |            |
| 99                | 22 de septiembre de 2019 | Tijuana           | México               | Audiorama del Museo Interactivo        | (Sold Out) |
| 100               | 8 de diciembre de 2019   | Ciudad de México  | México               | Parque Bicentenario                    | Ninguno    |
| 101               | 12 de diciembre de 2019  | Querétaro         | México               | Palenque Querétaro                     | –          |
| 102               | 16 de enero de 2020      | León              | México               | Palenque León                          | –          |
| 103               | 14 de febrero de 2020    | Ciudad de México  | México               | Zócalo Capitalino                      | Ninguno    |
| 104               | 28 de mayo de 2021       | Monterrey         | México               | Palco Tecate                           | (Sold Out) |
| 105               | 29 de mayo de 2021       | Monterrey         | México               | Palco Tecate                           | (Sold Out) |
| 106               | 2 de julio de 2021       | Ciudad de México  | México               | Curva 4 – Autódromo                    | (Sold Out) |
| 107               | 3 de julio de 2021       | Ciudad de México  | México               | Curva 4 – Autódromo                    | (Sold Out) |
| 108               | 16 de julio de 2021      | Torreón           | México               | Coliseo Centenario                     | (Sold Out) |
| 109               | 23 de octubre de 2021    | Tijuana           | México               | Audiorama El Trompo                    | (Sold Out) |
| América del Sur   |                          |                   |                      |                                        |            |
| 110               | 22 de enero de 2022      | Santiago          | Chile                | Parque Padre Hurtado                   | (Sold Out) |
| América del Norte |                          |                   |                      |                                        |            |
| 111               | 26 de enero de 2022      | León              | México               | Palenque León                          | (Sold Out) |
| 112               | 2 de abril de 2022       | Tampico           | México               | Centro de convenciones                 | (Sold Out) |
| 113               | 23 de abril de 2022      | Tequesquitengo    | México               | Jardines de México                     | (Sold Out) |
| 114               | 28 de abril de 2022      | Monterrey         | México               | Domo Care                              | (Sold Out) |
| 115               | 8 de mayo de 2022        | Puebla            | México               | Foro Artístico                         | Ninguno    |
| 116               | 14 de mayo de 2022       | Toluca            | México               | Teatro Morelos                         | (Sold Out) |
| 117               | 23 de julio de 2022      | Acapulco          | México               | Arena GNP                              | (Sold Out) |
| 118               | 19 de agosto de 2022     | Monclova          | México               | Feria Monclova Coahuila                | (Sold Out) |
| 119               | 1 de septiembre de 2022  | Oaxaca            | México               | Auditorio Guelaguetza                  |            |

### Otros eventos
Las fechas presentadas a continuación corresponden a Eventos en que han sido invitados o Sesiones acústicas de corta duración que han realizados.

| N.º | Fecha                   | Ciudad           | País           | Lugar                     | Detalle                      |
| --- | ----------------------- | ---------------- | -------------- | ------------------------- | ---------------------------- |
| 1   | 11 de julio de 2018     | Ciudad de México | México         | Foro Cultural Chapultepec | Concierto Los40 Básico       |
| 2   | 29 de julio de 2018     | Ciudad de México | México         | Estadio Azteca            | Futbolito Bimbo              |
| 3   | 11 de agosto de 2018    | Bogotá           | Colombia       | Campo de Golf Briceño     | Festival Radio Vibra         |
| 4   | 21 de agosto de 2018    | Ciudad de México | México         | Auditorio Nacional        | KCA México                   |
| 5   | 31 de agosto de 2018    | San Diego        | Estados Unidos | The Music Box             | Sesión acústica              |
| 6   | 8 de septiembre de 2018 | Madrid           | España         | Wizink Center             | Festival Cadena Dial         |
| 7   | 8 de noviembre de 2018  | Ciudad de México | México         | Estadio Azteca            | Telehit 25 años              |
| 8   | 6 de diciembre de 2018  | Ciudad de México | México         | Arena Ciudad de México    | Experiencias Joya            |
| 9   | 28 de marzo de 2019     | Ciudad de México | México         | Music Box                 | Evento #StefanoMx            |
| 10  | 23 de abril de 2020     | Houston, Texas   | Estados Unidos | –                         | Live Citibanamex             |
| 11  | 28 de agosto de 2020    | Houston, Texas   | Estados Unidos | –                         | Live Citibanamex             |
| 12  | 7 de agosto de 2021     | Ciudad de México | México         | Orgánico Hotel Boutique   | Re-cicla de Nestlé y Walmart |
| 13  | 5 de diciembre de 2021  | Ciudad de México | México         | –                         | Navidad Coppel               |